# مدرک جرم
مدرک جرم فیلمی به کارگردانی منوچهر حقانی‌پرست و نویسندگی بهمن زرین‌پور ساختهٔ سال ۱۳۶۴ است.

## خلاصهٔ داستان
پیش از انقلاب هنگام بازدید نخست‌وزیر از شهرداری، عده‌ای از کارمندان با وی عکس یادگاری انداخته‌اند. پس از انقلاب عده‌ای زمین‌خوار و دلال، که به عکس مزبور دست یافته‌اند یکی از کارمندان به نام نعمت خادم‌زاده را تهدید می‌کنند تا در معاملهٔ غیرقانونی زمین به آنان کمک کند وگرنه آنان عکس را در اختیار «هیئت پاکسازی» قرار خواهند داد. خادم‌زاده، که لحظه به لحظه اخبار اعدام منسوبان رژیم گذشته را از رادیو و گوشه و کنار دنبال می‌کند، مدتی پنهان می‌شود تا سرانجام به پیشنهاد همسرش با نوشتن نامه‌ای به دادستانی ماجرا را شرح می‌دهد. اما روزی که مأمور دادستانی برای ابلاغ حکم برائت او می‌آید، خادم‌زاده از ترس می‌گریزد اما در حال فرار خبر حکم برائت و ترفیع مقامش را، به دلیل حسن خدمت، می‌شنود.

## بازیگران
- ماشاءالله افراشته
- مرتضی احمدی
- معصومه تقی‌پور
- عنایت‌الله بخشی
- حمیده خیرآبادی
- نعمت‌الله گرجی
- ناصر گیتی‌جاه
- حسن رضیانی
- داوود موثقی
- شهین علیزاده
- محسن قبادی
- خشایار
- زهره امیری
- محسن یوسف‌بیک
- محمد برسوزیان
- مایل بکتاش
- علی جعفری
- محمد غفاری
- رمضان شکوهی‌مقدم